# Zawadzkie Kąty
Zawadzkie Kąty – peryferyjna część miasta  Wodzisławia Śląskiego, położona w rejonie ulic Hożej i Paderewskiego, na południowy zachód od centrum miasta. 